# Willemstad (Friesland)
Willemstad (Stellingwerfs: De Willemstad, Fries: Willemstêd) is een buurtschap in de gemeente Ooststellingwerf, in de Nederlandse provincie Friesland. Het ligt net ten noordoosten van Appelscha, aan de gelijknamige weg.
Over het ontstaan van de plaats zijn verschillende zienswijze. Zo kan het vernoemd zijn naar Willem de Wilde, wat een van de eerste bewoners zou zijn geweest. De regionale heemkunde duidt deze als Willem Jans de Wilde, die in 1806 in Uffelte werd geboren en enige tijd bij Appelscha heeft gewoond. Dat zou er dan op duiden dat de plaats in de 19e eeuw is ontstaan.
Maar een andere bron stelt dat de buurtschap rond 1700 als 'heidenederzetting De Willemstad' is opgezet. En dit vanuit de hoeve ’t Hoogevene, van de familie Hoogeveen en waarschijnlijk dateert uit de 16e eeuw. Deze hoeve stond bij de Boksloot. Daarmee zou de plaats veel ouder zijn.
Dat de buurtschap even na 1783 vernoemd is naar Willemstad in de provincie Noord-Brabant wegens "de heldhaftige verdediging van die plaats tegen de Franse legers", wordt als de minst waarschijnlijke geacht omdat het dan aannemelijk zou zijn dat de plaats dan wel vernoemd zou worden en op de kaarten en atlassen zou worden geplaatst. Dat is pas later het geval, in 1899 als De Willemstad.
De buurtschap telde in de 20ste eeuw uit zo'n 15 woningen. Anno 2018 zijn dat er nog elf.